# 孫樹新
孫樹新，浙江钱塘人，清朝政治人物。举人出身。
嘉庆五年（1800年），擔任清朝廣州府新安縣知縣。后由王廷錦接任。